# トーマス・A・ヘンドリックス
トマス・アンドリュース・ヘンドリックス（Thomas Andrews Hendricks, 1819年9月7日 - 1885年11月25日）は、アメリカ合衆国の政治家。インディアナ州選出の下院および上院議員、第21代アメリカ合衆国副大統領。
ヘンドリックスはオハイオ州ゼインズビル近郊の村で生まれ、1820年に両親と共にインディアナ州へ転居した。彼は1841年にハノーヴァー大学を卒業し、1843年に法曹界入りして、インディアナ州シェルビーヴィルの中で弁護士業を始めた。1848年には州議会議員、州憲法制定会議のメンバーであった。また民主党から第32と第33議会（1851年3月4日 - 1855年3月3日）に選出された。1854年の選挙では落選した。彼は旅費委員会および無効年金委員会の議長であった。
ヘンドリックスは1855年から1859年まで一般国有地管理局の委員を務め、1860年にインディアナ州知事選に出馬するが落選した。彼は1860年にインディアナポリスへ転居し、弁護士業を始めた。その後、上院議員に選出され、1863年3月4日から1869年3月3日まで同職を務めた。彼は1872年にインディアナ州知事に選出され、1873年から1877年まで同職を務めた。
1872年の大統領選挙では民主党の大統領候補ホレス・グリーリーが一般投票の数日後に死去したため、ヘンドリックスはグリーリーへ投票を行った42の選挙人団の投票を獲得した。ヘンドリックスは、1876年の大統領選挙でサミュエル・ティルデンの伴走候補者として出馬したが落選した。1884年の大統領選挙ではグロバー・クリーブランドの伴走候補者として当選し、前任副大統領チェスター・A・アーサーが1881年に大統領に昇格以来空席だった副大統領職に着任した。ヘンドリックスは1885年3月4日から数カ月後にインディアナポリスで死去するまで同職を務めた。彼はクラウン・ヒル墓地に埋葬された。彼の死で、副大統領の地位は1888年にレヴィ・P・モートンが当選するまで空席となった。